# Marsili da Carrara
Marsilio da Carrara (1294 – març de 1338) va ser senyor de Pàdua després del seu oncle Jacopo I . Era membre de la família Carraresi . (També coneguda com la família Carrara. )
Va afrontar amb èxit un complot contra ell a la ciutat. No obstant això, després de la traïció del seu nebot Nicolò da Carrara que s'havia posat al costat del Della Scala de Verona, Marsili es va veure obligat a cedir Pàdua a Cangrande della Scala el 1328. Va conservar el títol de vicari de la ciutat i va aconseguir casar la filla de Jacopo, Taddea, amb Mastino II della Scala. En la guerra contra els Estats Pontificis, va lluitar al costat d'aquest últim a Brescia el 1330/1331, conquerint la ciutat per traïció. En els anys següents va actuar com a vicari de Brescia. El 1332 Marsili va fer enverinar la seva dona Bartolomea Scrovegni, sospitant que era infidel.
Després de la mort de Cangrande, va poder reconquerir Pàdua l'any 1337 gràcies a la Lliga Antiscaligera amb la República de Florència i la República de Venècia, cada vegada més preocupades per l'ascens del poder scaliger de Verona.
Va morir el 1338, sent succeït pel seu cosí Ubertinello .